# 1939年列支敦士登大选
1939年列支敦士登大选于4月4日举行。尽管政府为了安抚选民并应对邻国纳粹德国威胁引入了新的比例代表制，但这一制度并未实际实施。由于此次选举没有进行真正投票，因此被称为“沉默选举”。执政党进步公民党与反对党爱国联盟达成联盟，按大致相等的比例分配席位，旨在阻止纳粹组织德意志民族运动在议会中获得席位。

## 背景
1938年3月31日，德奥合并后不久，弗朗茨一世任命其侄孙弗朗茨·约瑟夫二世为摄政，自己则移居捷克斯洛伐克费尔德贝格。他最终于7月25日在家族城堡之一费尔德贝格城堡去世，弗朗茨·约瑟夫二世则正式即位为列支敦士登亲王。与此同时，列支敦士登当地的纳粹组织“列支敦士登德意志民族运动”成立，主张将该国并入纳粹德国。
在弗朗茨·约瑟夫的倡议下，进步公民党和爱国联盟开始就组建联合政府进行谈判。该联盟旨在避免列支敦士登政局在纳粹德国持续威胁下陷入僵局。联合政府成立后，进步公民党成员安东·弗罗梅尔特的副首相职位将由爱国联盟成员阿洛伊斯·福格特接任。此外根据联盟协议，第二次约瑟夫·霍普内阁也将被新内阁所取代，新内阁包含两党的多名成员。
联盟协议所达成的一项妥协是引入比例代表制，尽管三年前该制度在全民公投中被否决，但是这项制度最终还是于1939年1月18日获得联盟一致通过。1939年3月11日，弗朗茨·约瑟夫在与两党达成协议后解散了议会并提前举行选举。选举仅用于在两党之间分配大致相等的议会席位，因为没有进行实际投票，因此此次选举被称为“静默选举”。这样做的法理依据是新比例代表制法第30条，该条款允许一个或多个在上次选举中得票总计占至少80%选票份额的政党提出联合候选人名单，并在排除其他政党的情况下直接宣布名单上的人当选。制定该条款是因为两党都希望不举行会危及新联合政府的竞选活动，因为这样会导致德意志民族运动获得民众支持。
1939年3月24日列支敦士登发生了一场政变，大约40名德意志民族运动成员从内恩德恩出发并向瓦杜兹进发，计划挑起他们与政府之间的冲突。这样从费尔德基希出发的德国军队便可响应政变者求助进入列支敦士登，将该国并入德国。在德国入侵后，其他政变参与者本应关闭特里森-巴尔策斯公路和瓦杜兹-塞沃伦莱茵河大桥但却没有这样做。这是因为在阿洛伊斯·福格特的干预下，阿道夫·希特勒下令封锁了大桥。这场政变最终在其反对者的阻止下以失败告终，大多数德意志民族运动成员或被捕或逃跑。这场政变不被大多数列支敦士登国民支持，甚至还激发了民众强烈的爱国团结意识。政变行动促使数月前成立的列支敦士登忠诚协会加强了针对对德意志民族运动的行动，并发起了一场重申列支敦士登独立性的签名运动，此次运动共收到2492个签名。
选举内定被认为是政变的主要动机，这是因为德意志民族运动内部的许多人认为这是取得政权的最后希望。选举过程可以通过全民公投来质疑和讨论，需要至少400个签名才能强制要求选举通过全民普选举行。然而这一尝试并没有成功，两党最终于4月6日公布了预先确定好的国会议员名单。

## 选举结果
进步公民党在议会中保持多数席位，约瑟夫·霍普仍担任列支敦士登首相。然而该党和爱国联盟在议会所分到的席位数量大致相等。两党联盟一直持续到1997年。
| 政党                      | 政党       | 席数 | +/– |
| ------------------------- | ---------- | ---- | --- |
|                           | 進步公民黨 | 8    | –3  |
|                           | 爱国联盟   | 7    | +3  |
| 总共                      | 总共       | 15   | 0   |
|                           |            |      |     |
| 资料来源：Nohlen & Stöver |            |      |     |

### 各选区选举结果
| 选区           | 席位数 | 党派 | 党派       | 党派 | 当选人员                                                                      | 替补                                                                           |
| -------------- | ------ | ---- | ---------- | ---- | ----------------------------------------------------------------------------- | ------------------------------------------------------------------------------ |
| 高地选区       | 9      |      | 爱国联盟   | 5    | - 约翰·贝克 - 弗洛里安·金德尔 - 奥托·舍德勒 - 约瑟夫·塞莱 - 巴西尔·福格特     | - 鲁道夫·阿曼 - 海因里希·安德烈亚斯·布伦哈特 - 迈因拉德·舍德勒 - 约翰·韦希特尔 |
| 高地选区       | 9      |      | 進步公民黨 | 4    | - 路易斯·布伦哈尔特 - 弗朗茨·埃贝勒 - 安东·弗罗梅 - 费迪南德·里施             | - 约翰·贝克 - 阿道夫·弗罗梅 - 古斯塔夫·耶勒 - 伯恩哈德·里施                    |
|                |        |      |            |      |                                                                               |                                                                                |
| 低地选区       | 6      |      | 進步公民黨 | 4    | - 奥斯瓦尔德·比勒 - 约翰·格奥尔格·哈斯勒 - 弗朗茨·克萨韦尔·霍普 - 欧根·舍德勒 | - 菲利普·埃尔库奇 - 卡尔·马克瑟 - 鲁道夫·马克瑟                                |
| 低地选区       | 6      |      | 爱国联盟   | 2    | - 鲁道夫·马特 - 克里斯托穆斯·奥里                                             | - 约翰·格奥尔格·哈斯勒 - 康拉德·沃尔文德                                       |
|                |        |      |            |      |                                                                               |                                                                                |
| 资料来源：Vogt |        |      |            |      |                                                                               |                                                                                |

## 引用著作
- Nohlen, Dieter; Stöver, Philip. . Nomos. 2010. ISBN 978-3-8329-5609-7.
- Geiger, Peter.  1st. Zürich: Liechtenstein Institute. 1997: 327–330. ISBN 3-906393-28-3 （德语）.
- Geiger, Peter.  2nd. Zürich: Liechtenstein Institute. 2000 （德语）.
- Vogt, Paul. . Vaduz: Landtag of the Principality of Liechtenstein. 1987 （德语）.